# 华丽琴鸟
华丽琴鸟（学名：Menura novaehollandiae）是雉型澳大利亚鸣禽，上身棕色，下身灰褐色，翅膀圆形、腿部健壮。成年华丽琴鸟重约一千克。平均体重仅次于现存鸣禽中的渡鸦与厚嘴渡鸦。华丽琴鸟体长约100厘米，仅次于黑镰嘴风鸟。
华丽琴鸟出现于澳大利亚十分硬币的背面。琴鸟是澳大利亚的国鸟，1930年澳大利亚政府制定法律加以保护。

## 描述

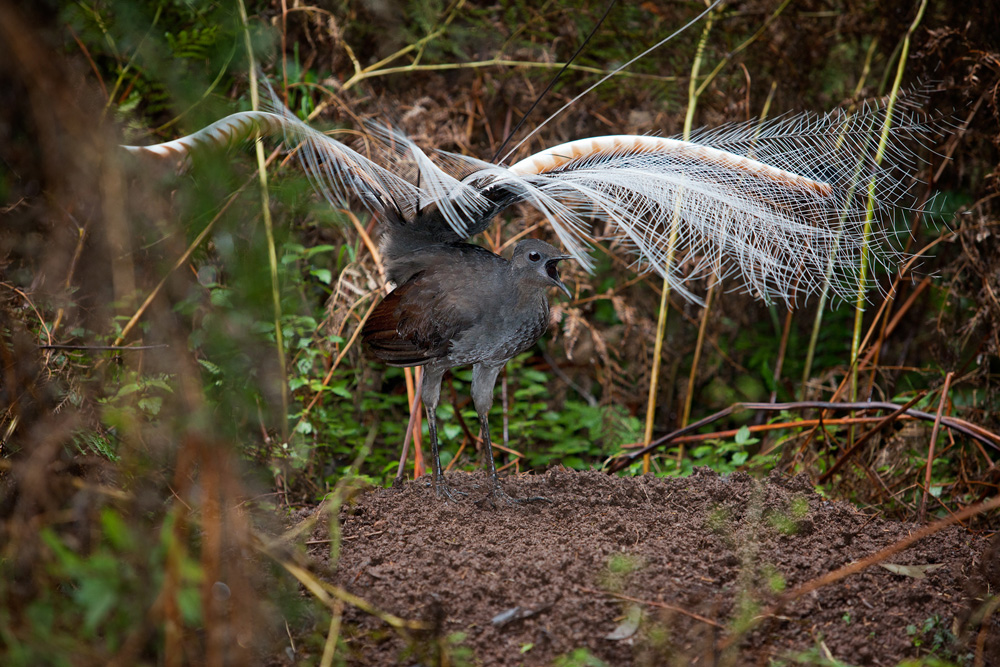
华丽琴鸟在求偶表态

华丽琴鸟为澳大利亚特有种，存在于澳大利亚东南部，维多利亚南部到昆士兰东南部的森林中。它的食物主要包括森床上或腐木中的小型无脊椎动物。十九世纪三十年代，出于防止灭绝的考虑，少量琴鸟被引入到塔斯马尼亚州。目前塔斯马尼亚种群繁衍良好。华丽琴鸟在栖息地分布广泛且常见，因此在国际自然保护联盟濒危物种红色名录上被评估为无危。
雄性华丽琴鸟有精美复杂的尾巴。雄鸟尾上共有16根羽毛，最外边的2根羽毛形成里拉琴状。内侧有2根卫翎与12根像蕾丝的长羽，被称为filamentaries。雄鸟这样复杂的尾部需要七年才能发育完全。在求偶表态时，雄鸟会反转他的尾巴过其头上，同时扇动他的羽毛以形成银白色的华盖。幼鸟有棕色的尾羽，以便在遇到天敌时伪装成森床。

### 鸣声

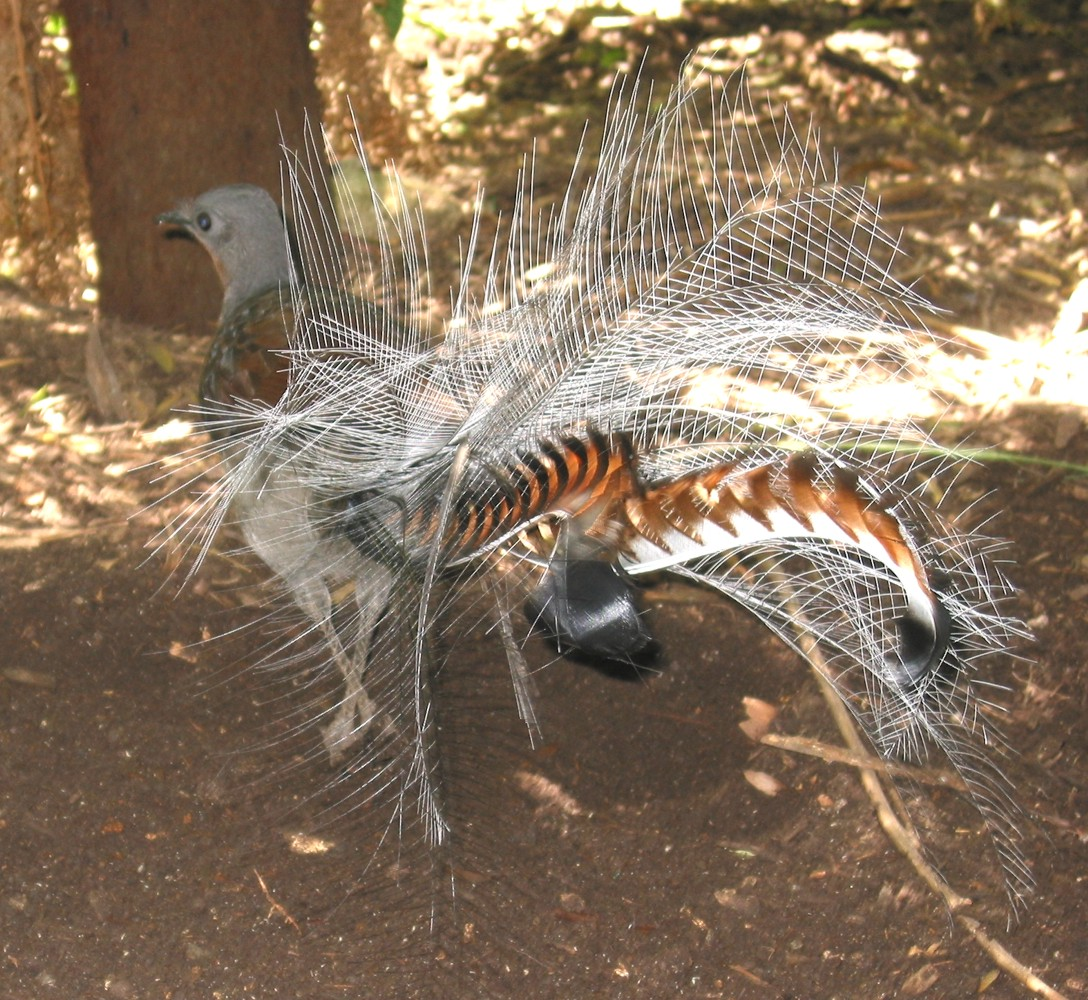
求偶表态中的华丽琴鸟——从后面看。

华丽琴鸟可以精确模仿各种各样的声音。雌雄华丽琴鸟皆会歌唱，但雄鸟唱歌更频繁，歌声也更嘹亮。
在戴維·阿滕伯勒的《鸟的一生》中（Life of Birds，第六集），琴鸟被描述为能模仿二十种鸟鸣。其中雄鸟模仿了汽车报警器、链锯、各种照相机快门。
2013年，澳大利亚国立影片与声音档案馆的澳大利亚之声注册处加入了华丽琴鸟模仿电子射击游戏、工人、链锯声的录音。

## 交配习性
华丽琴鸟在隆冬繁殖。成年雄鸟在日出半小时前开始在高于林床的栖息处上歌唱。华丽琴鸟在年中其他时候不经常歌唱，但多雨多雾天在其栖地散步，有时会看见它们活跃。
华丽琴鸟滥交。在繁殖季节成年雌雄分别维护不同的领地，仅有雌鸟照顾幼鸟。在雌鸟交配之前会接近数只雄鸟。但雌鸟是否会交配多次，目前尚属未知。雌鸟仅下一颗蛋，并筑半球形巢。雌鸟常用蕨类植物与苔藓筑巢以伪装鸟巢。雏鸟在独立生活之前，大约与雌鸟在一起生活九个月。

## 分类
华丽琴鸟是琴鸟科仅有的两种鸟之一，另一种为更罕见的艾氏琴鸟。
1800年11月4日，陆军少将托马斯·戴维斯首次向伦敦林奈学会首次记录并描述了这种鸟。 他的作品中正确呈现了华丽琴鸟的尾羽。
琴鸟是古老的澳大利亚动物。澳大利亚博物馆的琴鸟化石可追溯到约一千五百万年前。里弗斯利遗址存在Menura tyawanoides的中新世化石。

## 博物馆标本
约翰·古尔德画过一对雌雄华丽琴鸟画，对象为大英博物馆的琴鸟标本。但画中雄鸟的尾羽并未正确呈现。
在美国自然史博物馆的琴鸟标本，尾羽也未正确呈现。

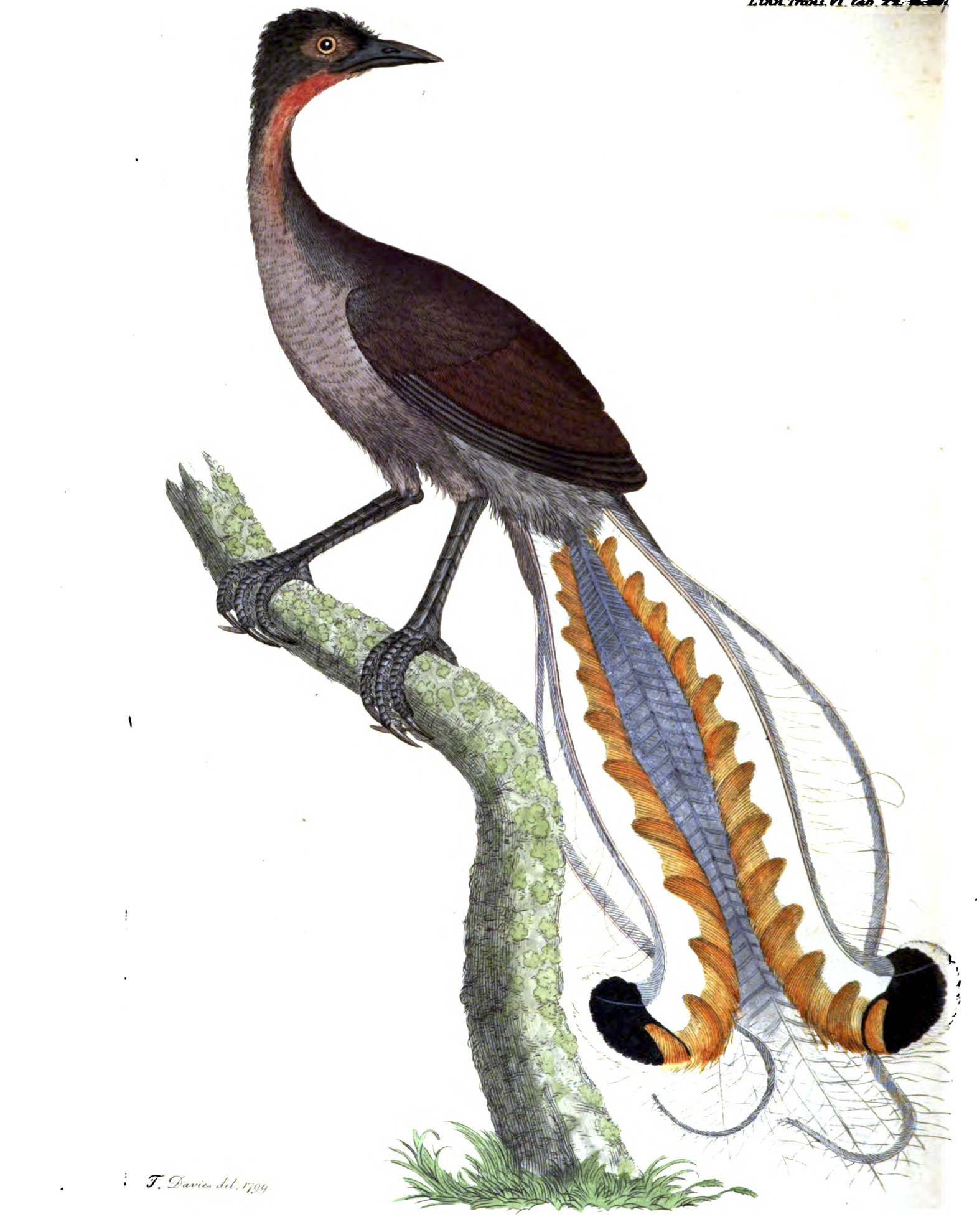
Menura superba——华丽琴鸟（1800年），托马斯·戴维斯（英语：Thomas Davies (British Army officer)）作
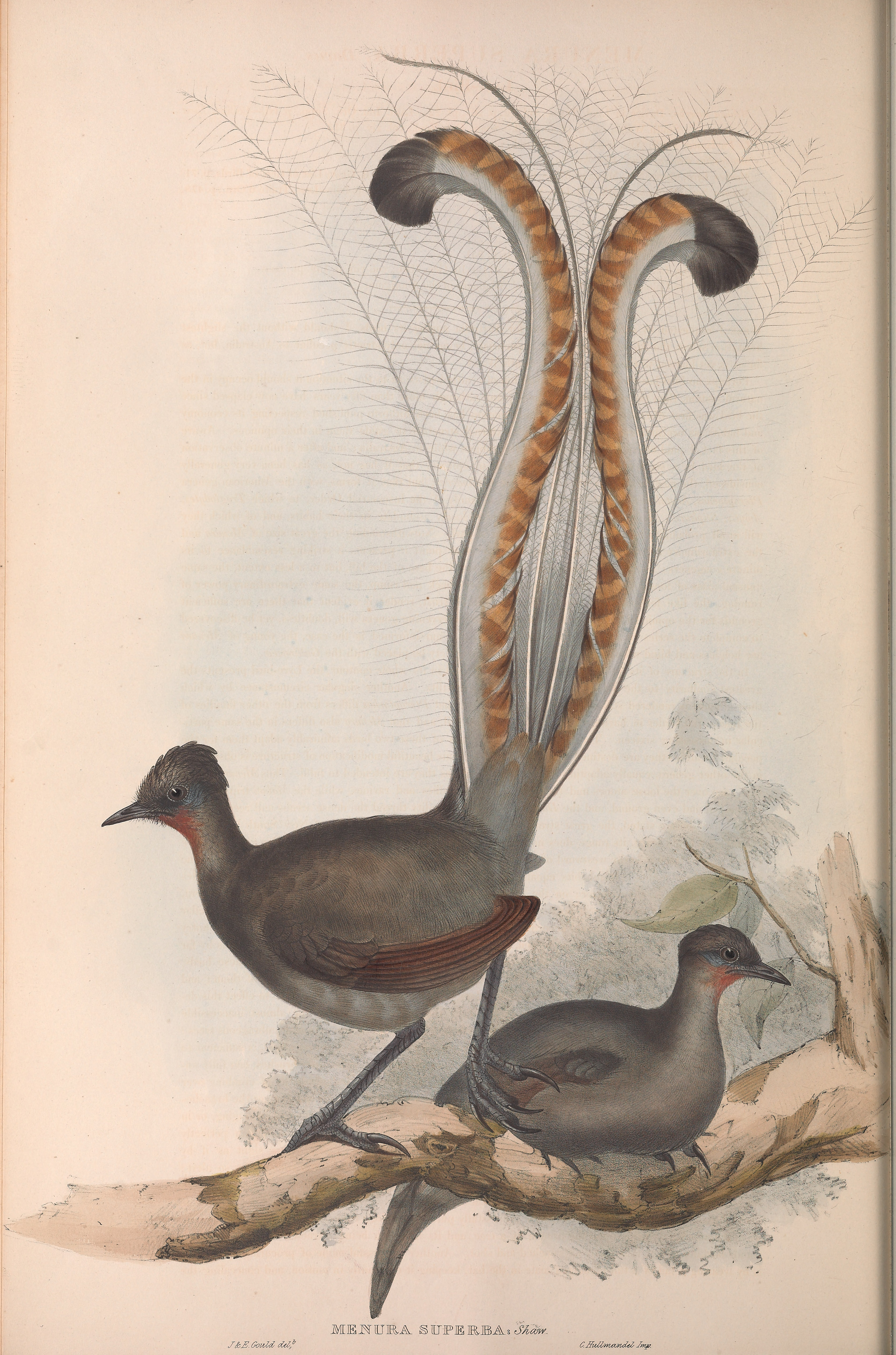
十九世纪早期，约翰·古尔德的雄华丽琴鸟（未正确呈现）与雌华丽琴鸟的博物馆标本画
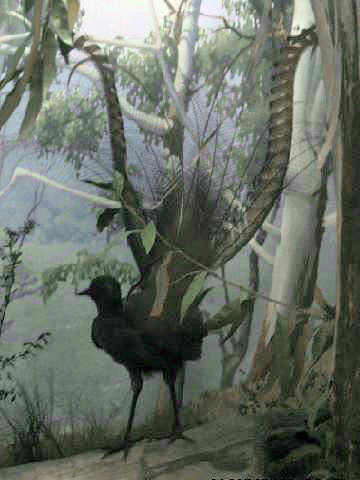
雄华丽琴鸟博物馆标本